# Kryminalna Polska
Kryminalna Polska – czternasty album studyjny polskiego rapera Karramby. Wydawnictwo ukazało się 23 marca 2018 roku nakładem wytwórni muzycznej Almax. Na albumie znajduje się 13 nowych utworów, które wydane zostały w latach 2017–2018. Na płycie gościnnie wystąpili Ervi, Misiek z Nadarzyna i Joanna Borysewicz.

## Lista utworów
| Nr  | Tytuł utworu                                      | Długość |
| --- | ------------------------------------------------- | ------- |
| 1.  | „Kryminalna Polska”                               | 4:51    |
| 2.  | „Gangsterska miłość” (gościnnie: Ervi)            | 3:54    |
| 3.  | „Misiek z Nadarzyna”                              | 3:45    |
| 4.  | „W imię zasad II” (gościnnie: Misiek z Nadarzyna) | 4:09    |
| 5.  | „18+ (Gangsta Sex)”                               | 3:27    |
| 6.  | „NARKO – NARKO”                                   | 3:31    |
| 7.  | „Zabiję!” (gościnnie: Joanna Borysewicz)          | 4:00    |
| 8.  | „3 kule Florka”                                   | 4:22    |
| 9.  | „Chłopak z dobrego domu”                          | 3:38    |
| 10. | „Błękitna autostrada”                             | 4:14    |
| 11. | „8 przykazanie”                                   | 3:05    |
| 12. | „Wstydź się!”                                     | 3:40    |
| 13. | „Charakterne pitbulle”                            | 3:31    |
|     |                                                   | 50:07   |